# Falk Zenker

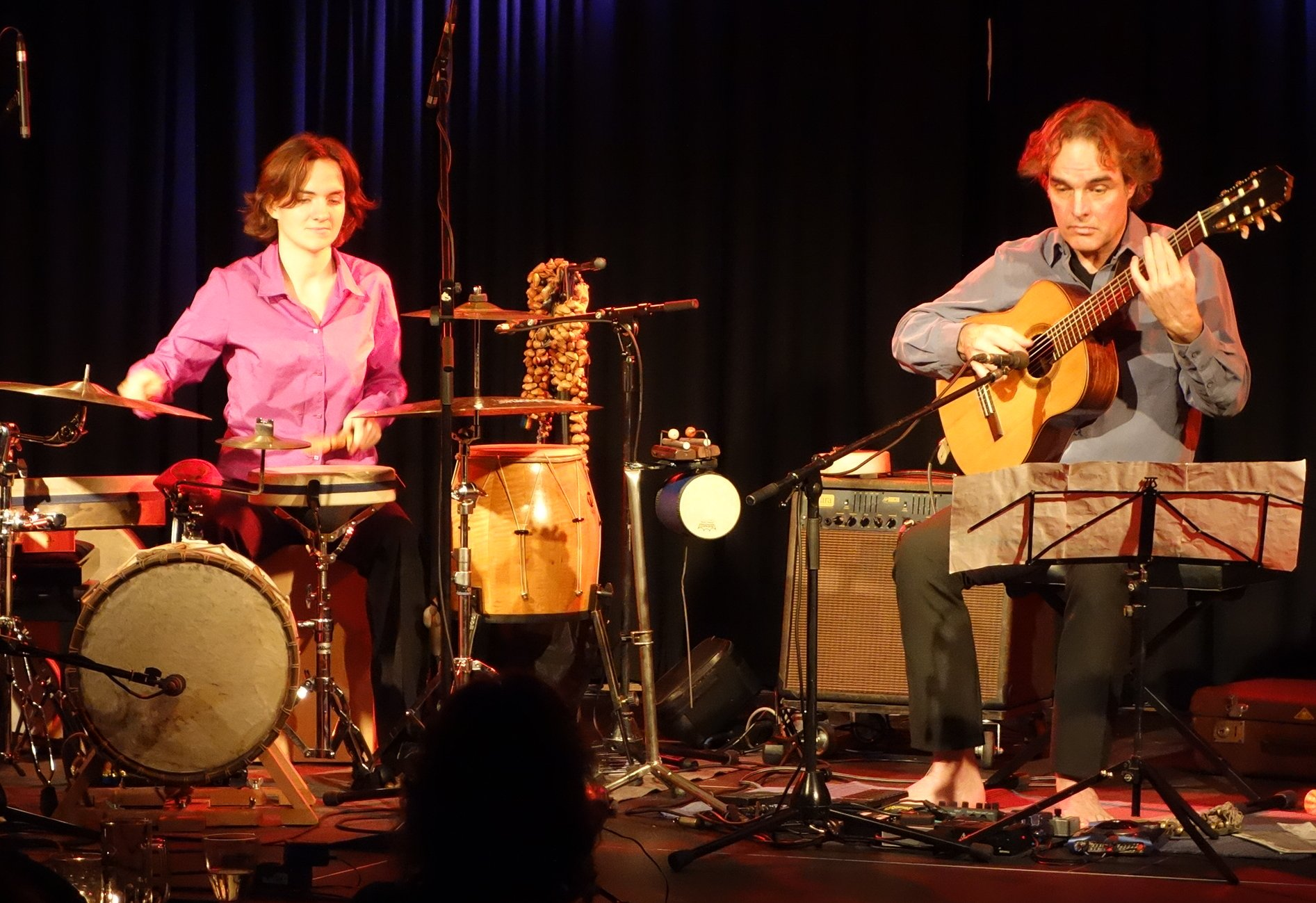
Falk Zenker mit Nora Thiele 2015

Falk Zenker (* 1967 in Mittweida) ist ein deutscher Gitarrist, Klangkünstler und Komponist für Film-, Fernseh- und Theatermusik, unter anderem für den Dokumentarfilm Das Flüstern der Bäume sowie für die MDR-Dokumentationen Der Friedrich-Schiller-Code, Die Kinder von Buchenwald oder Anna Amalia - Herzogin zwischen Dichtung und Wahrheit.
Falk Zenker studierte von 1987 bis 1992 Konzertgitarre und Jazz an der Hochschule für Musik Franz Liszt Weimar, wo er von 1996 bis 1999 selbst einen Lehrauftrag für Gitarre (Liedbegleitung) hatte. Er gilt als Virtuose an der Akustikgitarre: „Zenkers Gitarre wirkt wie ein Orchester“, „Seine exorbitante Technik ermöglicht ihm die Realisation all dessen, was seiner ergiebig sprudelnden musikalischen Fantasie entspringt.“ Darüber hinaus verwendet Zenker in seinen Kompositionen ungewöhnliche Klangerzeuger, konkrete Geräusche und Live Elektronik, um eine assoziative und bildreiche Musik zu schaffen, in der Elemente aus Jazz, Klassik, Flamenco, Weltmusik, elektroakustischer, mittelalterlicher und anderer traditioneller Musik miteinander verschmelzen. In Verbindung mit Improvisationen und experimentellen Klangformen hat Zenker eine eigene Klangsprache geschaffen. Seine Arbeiten gelten als „filigrane Miniaturen von zauberhafter Transparenz und virtuos gebaute Klangcollagen“, so dass er sich auch mit Raumklanginstallationen und multikünstlerischen Projekten inzwischen einen Namen machten konnte.
Seit den 1990er Jahren veröffentlichte er bislang die Solo-CDs „Falkenflug“ (2017), „Gedankenreise“ (2009), „Cinema“ (2002) und „Landschaften“ (2000) und war beteiligt bei den CDs des chilenischen Sängers Oscar Andrade (CD-Titel: „Desde la luz“, 1996) und des Ensembles Nu:n (CD-Titel: „Salutare“, 2006). Er tourte erfolgreich mit zahlreichen Musik- und Soloprojekten – u. a. mit Oscar Andrade oder dem Trio Romero im In- und Ausland. 2006 rief Falk Zenker das „Internationale Musik- und Keramiksymposium“ in der Wasserburg Kapellendorf ins Leben. Seit 2010 spielt er mit Peter Finger, Pedro Tagliani, Ahmed El Salamouny.
Falk Zenker lebt und arbeitet in Kapellendorf bei Weimar.

## Diskografie
- 2000: Landschaften (Acoustic Music / Rough Trade)
- 2002: Cinema (Acoustic Music / Rough Trade)
- 2009: Gedankenreise (Acoustic Music / Rough Trade)
- 2017: Falkenflug (Acoustic Music / Rough Trade)